# Croissance sans emploi
La croissance sans emploi (ou reprise sans emploi) est un phénomène macroéconomique dans lequel un système économique connaît une croissance économique réelle sans que cela se traduise par des créations d'emploi, c'est-à-dire une baisse du chômage. Le terme a été inventé par l'économiste Nick Perna au début des années 1990.

## Historique
Le concept de croissance sans emploi est inventé par Nick Perna au début des années 1990,.

## Causes

### Productivité trop élevée et automatisation
Les économistes sont toujours divisés sur les causes et les remèdes d'une reprise sans emploi : certains soutiennent que l'augmentation de la productivité grâce à l'automatisation a permis la croissance économique sans réduire le chômage.

### Changements structurels du marché du travail
D'autres économistes affirment que blâmer l'automatisation est un exemple d'erreur luddite et que les reprises sans emploi découlent de changements structurels sur le marché du travail, entraînant le chômage lorsque les travailleurs changent d'emploi ou d'industrie.

### Consolidation industrielle
Certains ont fait valoir que le récent manque de création d'emplois aux États-Unis est dû à une consolidation industrielle (en) accrue et à la croissance du pouvoir monopolistique ou oligopolistique. L'argument est double : premièrement, les petites entreprises créent la plupart des emplois américains, et deuxièmement, les petites entreprises ont plus de difficulté à démarrer et à se développer face aux entreprises existantes bien ancrées.

## Croissance démographique contre croissance de l'emploi

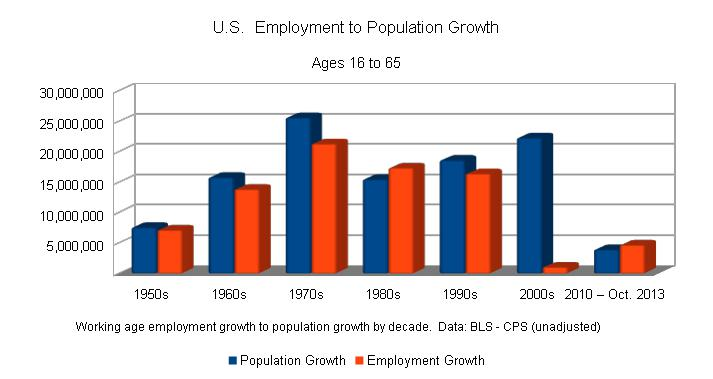

Outre la croissance de l'emploi, la croissance démographique doit également être prise en compte dans la perception des reprises sans emploi. Les immigrants et les nouveaux entrants sur le marché du travail accepteront souvent des salaires inférieurs, ce qui entraînera un chômage persistant (en) parmi ceux qui étaient auparavant employés,.